# Широчаны
Широчаны (укр. Широчани) — село,
Михайловский сельский совет,
Апостоловский район,
Днепропетровская область,
Украина.
Код КОАТУУ — 1220386604. Население по переписи 2001 года составляло 493 человека.

## Географическое положение
Село Широчаны находится на правом берегу реки Каменка,
выше по течению на расстоянии в 5 км расположено село Златоустовка (Криворожский район),
ниже по течению на расстоянии в 1 км расположено село Михайловка.

## Экономика
- Молочно-товарная ферма.